# BMW M6
El BMW M6 es la versión de altas prestaciones del BMW Serie 6, un automóvil Gran Turismo en carrocerías cupé o cabriolet de dos puertas, producido por el fabricante alemán BMW de 1983-1989; y nuevamente revivido de 2005-2018. Ha sido reemplazado por el BMW M8 con el resurgimiento de la Serie 8.
La nueva serie 6 de BMW surgió por la necesidad de ofrecer a sus clientes un cupé que continuase con la tradición de los modelos 2000 C/CS, 3.0 y 3.5 CS/CSi/CSL. Este modelo significa Serie 6 Coupé Sport inyección electrónica, con un motor de 3453 cm³ (3,5 L; 210,7 plg³): el BMW 635CSi, de ahí las siglas.
La carrocería fue desarrollada por Paul Bracq, jefe de diseño de BMW entre 1970 y 1974, mientras que la parte técnica corrió a cargo de Bernhard Osswald y salió a la venta en 1976. Lo más característico del nuevo modelo, era su frontal con inclinación negativa, su gran superficie acristalada, sus archiconocidos dobles "riñones" que forman la calandra del radiador y sus dobles faros redondos.
Para mover este cupé, se escogió el motor de seis cilindros en línea M30B34 -adaptado desde el mismísimo BMW M1- y un sistema de inyección electrónica Bosch L-Jetronic, desarrollando 218 CV (215 HP; 160 kW) a las 5200 rpm y un par máximo de 310 N·m (229 lb·pie) a las 4000 rpm. La potencia se transmitía a las ruedas traseras a través de una transmisión Getrag 265 de cinco velocidades con diferencial autoblocante para controlar la potencia. Alcanzaba los 222 km/h (138 mph), que era mucho para la época.
Nada más sentarnos en el asiento delantero, observamos que se ha pensado sobre todo en el conductor, era fácil ajustar volante y asientos al cuerpo de cada uno. Era interesante la estudiada ergonomía del panel de instrumentos, dividido en dos zonas: una dirigida hacia el chofer, donde se agrupaban todos los instrumentos que informaban del funcionamiento mecánico del coche, a su izquierda la computadora que comprobaba el buen funcionamiento de los sistemas de seguridad y los mandos de las luces y, a su derecha, los que controlaban el equipamiento del vehículo.
Todo su interior estaba tapizado en cuero y los asientos delanteros sujetaban muy bien y tenían todo tipo de reglajes. Atrás había el espacio correcto para dos niños o adultos de talla pequeña. La visibilidad era muy buena gracias a unos finos pilares A y a unas grandes ventanillas, además de su enorme cofre.

## Primera generación (1983-1989)

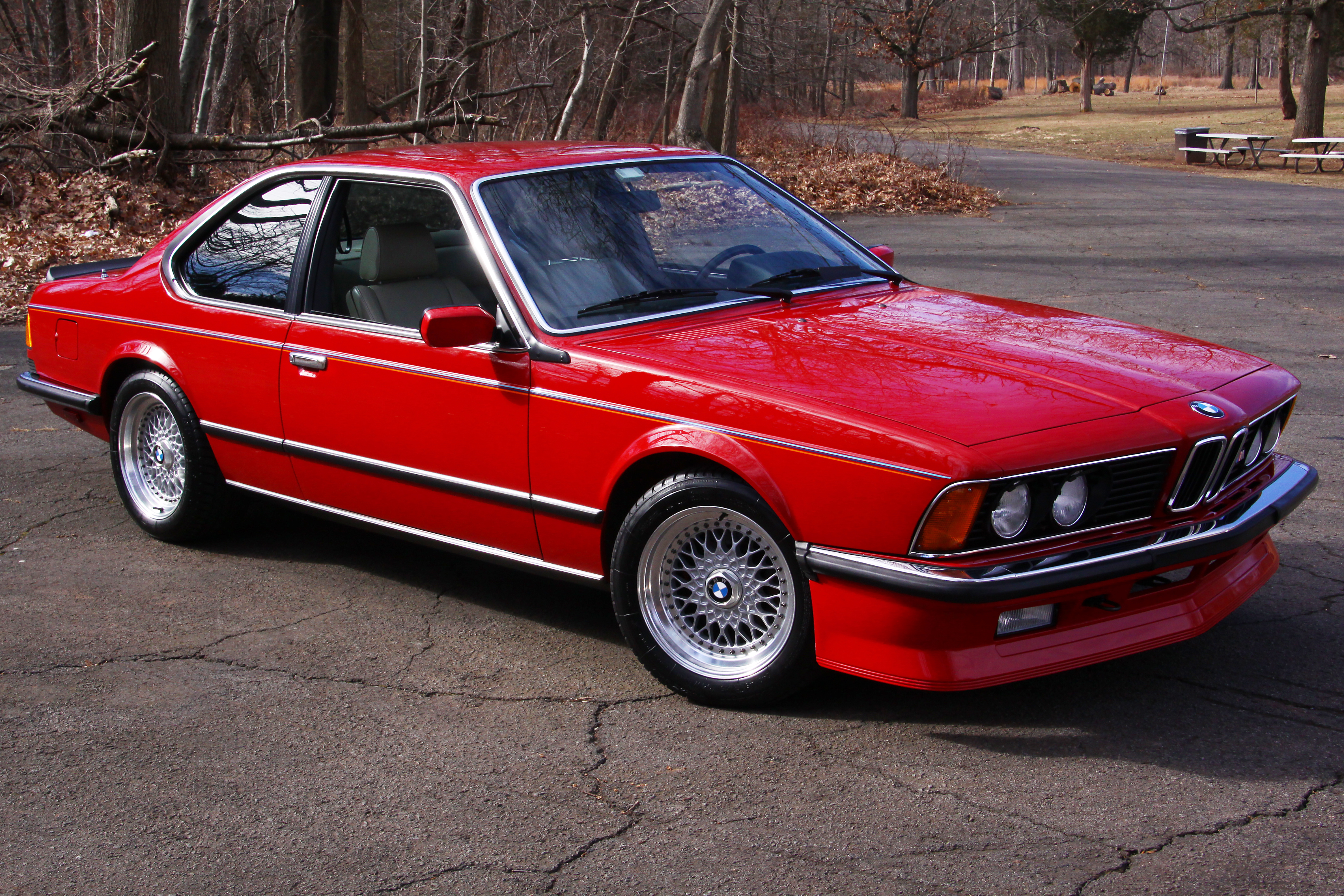
Modelo de 1985.

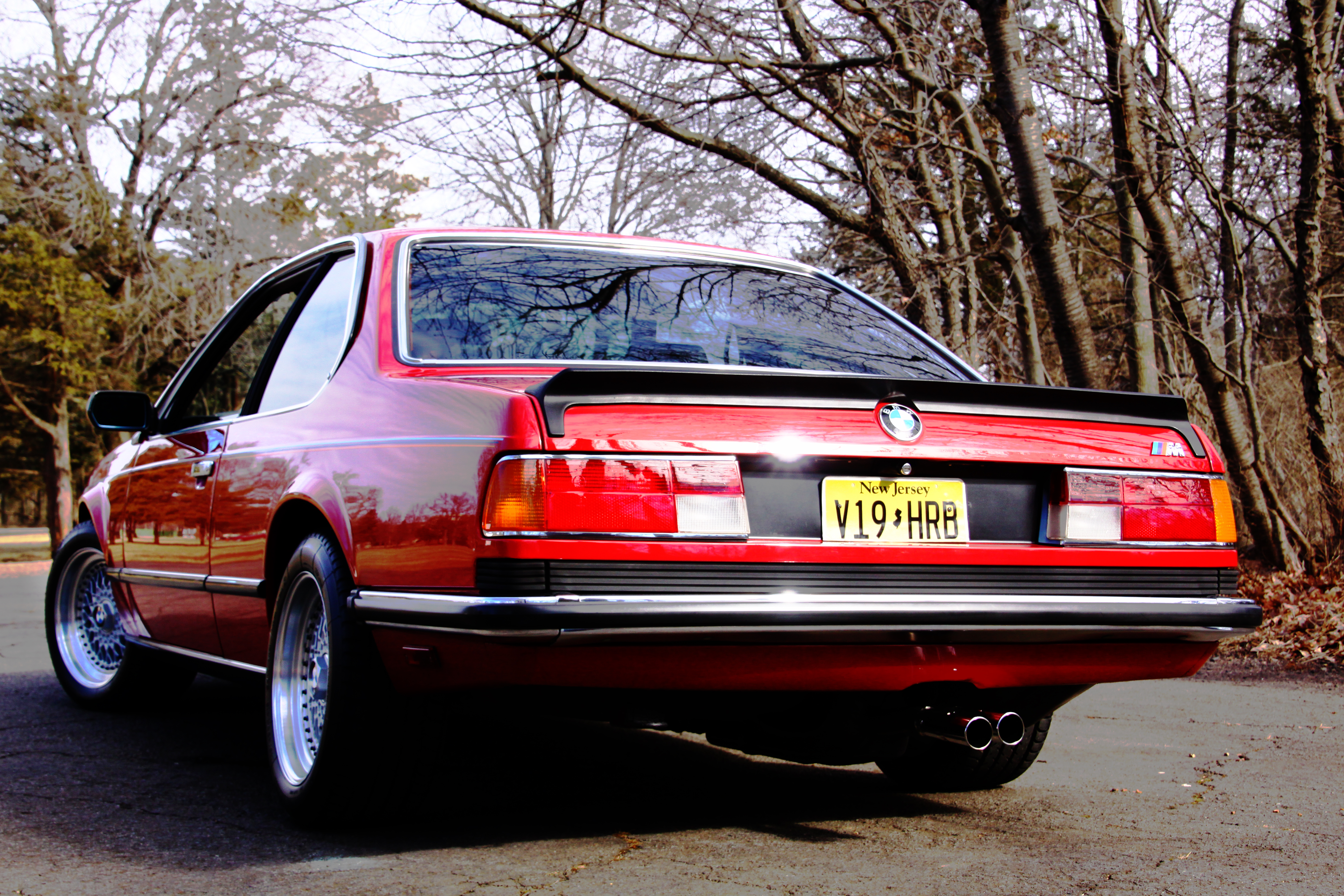
Vista trasera.

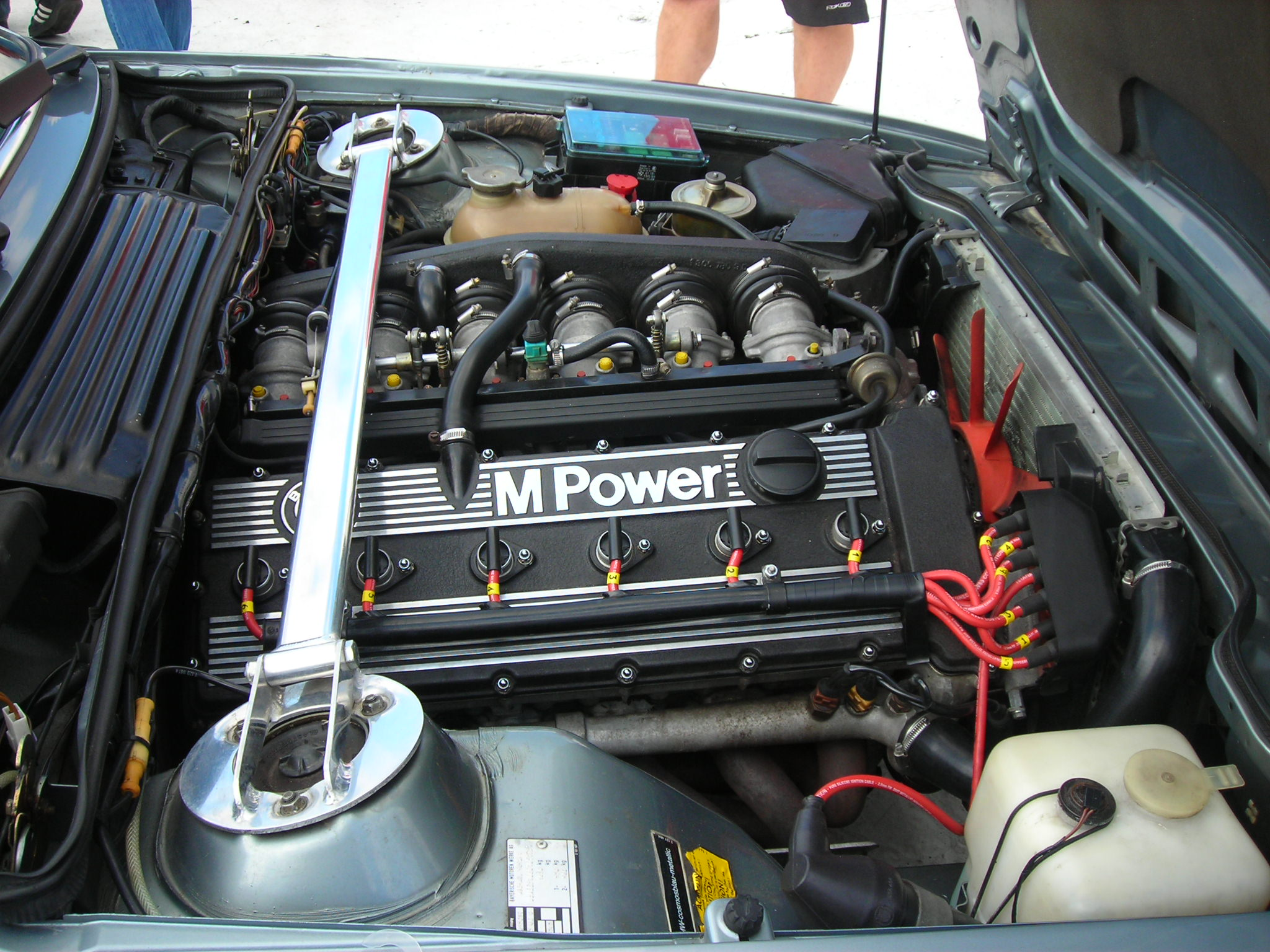
Motor S38.

La serie 6 de primera generación (E24) es una máquina de leyenda, un vehículo enorme, lujoso y con una línea que marcaría una época. Sin embargo, hasta casi el final de su vida comercial, no tuvo una crítica deseable para un coche de estas características. Se enfrentaba a un fortísimo rival: el Mercedes 500/560 SEC. Al final, la marca Bávara sin saberlo, había creado la más famosa división deportiva de fabricación de vehículos en serie: M.
El BMW M1 nació antes que el M6 y estaba fabricado en colaboración con Lamborghini, siendo muy limitado y no tenía un maletero, pero el M635CSi le debía mucho, empezando por su motor, el cual ya montaba el 635 CSi (sin la "M"): un seis cilindros en línea al que se le retocó para dotarlo de unos 286 CV (282 HP; 210 kW), haciendo así de este la referencia de los cupés de lujo de la época, lo cual lo llevó a ser digno rival del 500 SEC.
En 1983 BMW tomó el motor M88/3, una versión modificada del M88/1 de BMW M1 y lo puso en el chasis E24 del BMW Serie 6, creando el M6. Este modelo fue aclamado por sus características de lujo, su diseño exterior y sus prestaciones, que además gozaba de una elasticidad insuperable, con respuesta a cualquier régimen de revoluciones. Alcanzaba los 100 km/h (62 mph) desde parado en poco más de 6 segundos y era capaz de superar los 250 km/h (155 mph). Incluso, cuentan los medios de la época que consumía menos que su gemelo "no aventajado" el 635CSi, a pesar de tener mucha más potencia.
El M6 puede ser distinguido de otros modelos E24 por una rejilla de entrada de aire más grande, las divisas M6 en la parrilla y la parte posterior y un interceptor aerodinámico sutil.
El interior era completamente tapizado, elevalunas, asientos eléctricos con memoria, ordenador de a bordo y demás adelantos tecnológicos de la época, que en total dotaban al conjunto de unos 1500 kg (3307 libras).
El conjunto se completaba con suspensiones retocadas por Bilstein, calipers de cuatro pistones de 300 mm (11,8 pulgadas) en el eje delantero y un diferencial autoblocante detrás calibrado al 25%, hacían que éste coche fuese imbatible y sobrevirador.
Parecía que BMW tras los años 70, se había olvidado de esos vehículos intrínsecamente deportivos que tanto furor causaban en el público para sustituirlos paulatinamente por vehículos en los que el lujo, el confort y la representación fueran sus premisas, pero tras el efímero tiempo de existencia del modelo M1, se pudo comprobar que no se había echado en saco roto el carácter deportivo de la firma muniquesa y, así, toda una serie de modelos bajo la sigla "M" (de Motorsport) están viendo la luz, siendo precisamente el M635CSi el primero de ellos.
En efecto, es el primero de una nueva y fructífera serie de vehículos netamente deportivos de la firma bávara, por cuanto fue presentado el M535i y se esperaba que incluso la serie 3 también contara con un modelo de estas características y con cuatro ruedas motrices. El motor del M635 sí que recuerda mucho a las fórmulas, por cuanto muchas de las técnicas aplicadas en él provienen directamente de ellas. El BMW M635 no da, de cara a los que le ven por una calle cualquiera, un aspecto tan fiero como el que realmente posee, pues su carrocería cumple las premisas actuales de BMW de lujo y representación dentro de una serena discreción.
Desde su nacimiento en 1976, la carrocería de la serie 6 de BMW ha experimentado muy pocos cambios con el tiempo, salvo algunos detalles que le han ido adecuando con los distintos gustos en estos años. Sin embargo, a pesar del mucho tiempo que ya tiene el coche, su estética es realmente agradable, lujosa y llamativa. No goza, para lo que hoy en día se lleva, de una aerodinámica muy acusada, pero a pesar de todo esto sigue siendo vigente y llama la atención en la calle.
El BMW M635CSi recibe esta misma carrocería sin apenas variación con respecto a los otros modelos de su gama. Resulta de unas dimensiones un tanto grandes, bastante voluminosa, pero con una línea ya legendaria y dentro totalmente del estilo propio BMW. Las diferencias con el modelo 635 normal, por ejemplo, estriban en un faldón delantero bastante más imponente, que recibe unos faros antiniebla auxiliares rectangulares. Por lo demás, solamente la sigla "M" y las barras con los colores de Motorsport crean la diferencia.
Al disfrute de la conducción, contribuía un suave embrague acompañado de una palanca de cambios de recorridos cortos y precisos. El motor ofrecía el 85% de su generoso par máximo a las 2000 rpm. Su comportamiento era irreprochable y tanto la dirección como la suspensión y los frenos cumplían excepcionalmente.
La frenada estaba encomendada a cuatro discos y la amortiguación era bastante sofisticada, ya que el eje delantero llevaba brazos transversales, amortiguadores hidráulicos y barra estabilizadora; mientras que en el eje trasero tenía brazos oscilantes longitudinales junto con los amortiguadores hidráulicos y barra estabilizadora. La dirección ZF era de tuerca a bolas y estaba servoasisitida, pero con la dureza necesaria para ser comunicativa y desmultiplicada para facilitar las maniobras.
Debido a su gran tamaño con 4755 mm (187,2 pulgadas) de largo por 1725 mm (67,9 pulgadas) de ancho y 1365 mm (53,7 pulgadas) de alto y un peso de 1480 kg (3263 libras), no gozaba de un comportamiento muy ágil en carreteras reviradas, mientras que en autopistas y demás vías rápidas poseía un gran aplomo. Resultaba bastante agradable escuchar el grave tono de su motor de seis cilindros y sentir cómo se insinuaba su trasera en rotondas y en curvas cerradas, mientras la dirección llevaba el coche exactamente donde quería el piloto. Su consumo en consonancia con el resto del coche, era de unos 18 L/100 km (5,6 km/L; 13,1 mpgAm).
En los Estados Unidos, el E24 M6 fue concebido con un motor S38 con convertidor catalítico, produciendo el 260 CV (256 HP; 191 kW) y 330 N·m (243 lb·pie) de par máximo. La versión europea tenía el M88/3 que no necesitó de convertidor catalítico, produciendo 286 CV (282 HP; 210 kW) y un par máximo de 340 N·m (251 lb·pie). Con esto aceleraba de 0 a 60 mph (0 a 97 km/h) en 6.4 y 6.8 segundos para las versiones europeas y estadounidenses, respectivamente. Sin embargo, su comportamiento real se probó en los Estados Unidos en julio de 1987 al alcanzar una marca de 0 a 60 mph (0 a 97 km/h) en 6.1 segundos. Fue considerado como uno de los diez automóviles más rápidos.
Su producción terminó en 1989 con 5,855 coches vendidos, de los cuales 1,767 fueron modelos para el mercado estadounidense.

## Segunda generación (2005-2010)

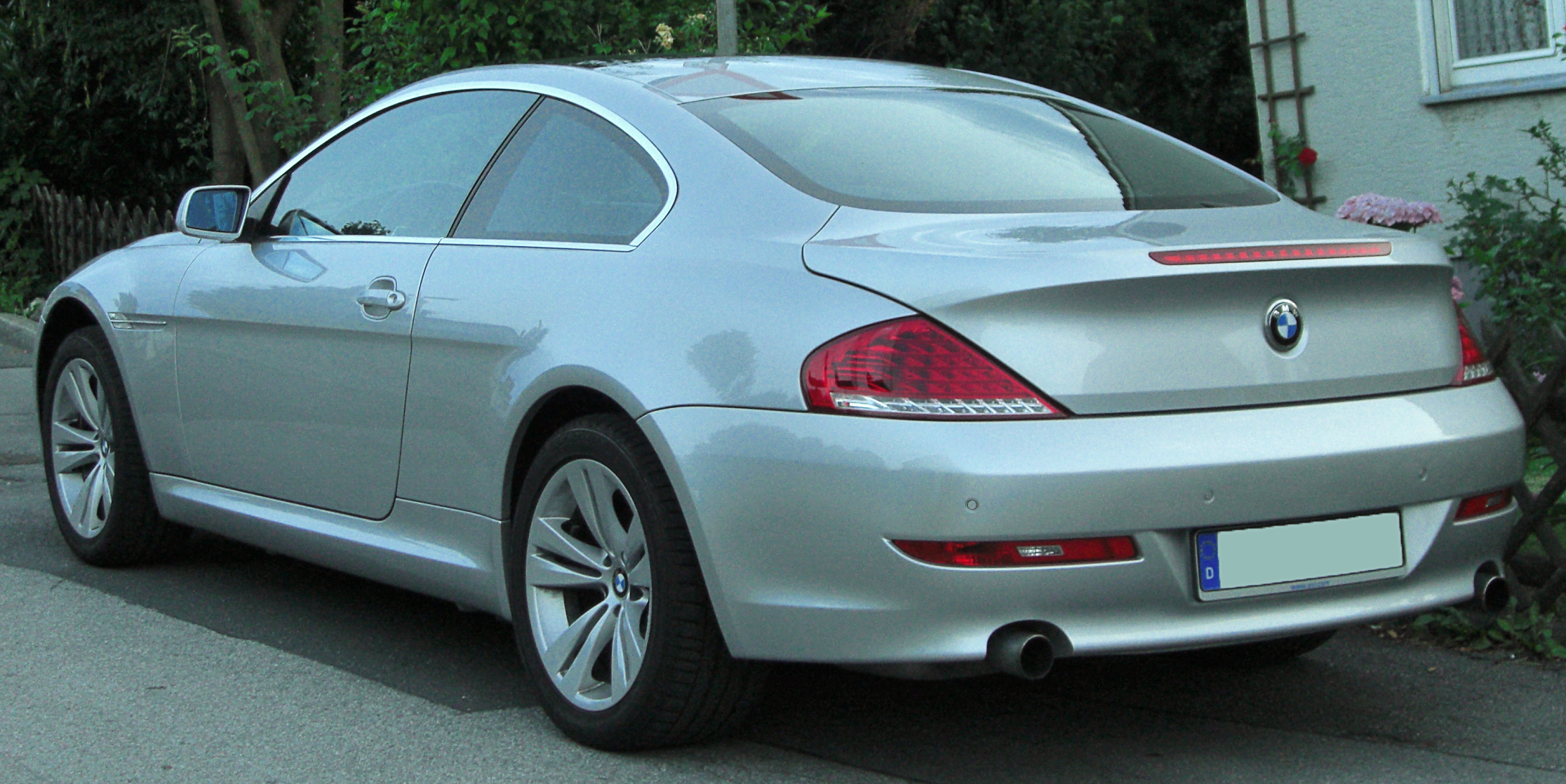
Vista trasera del rediseño E63.

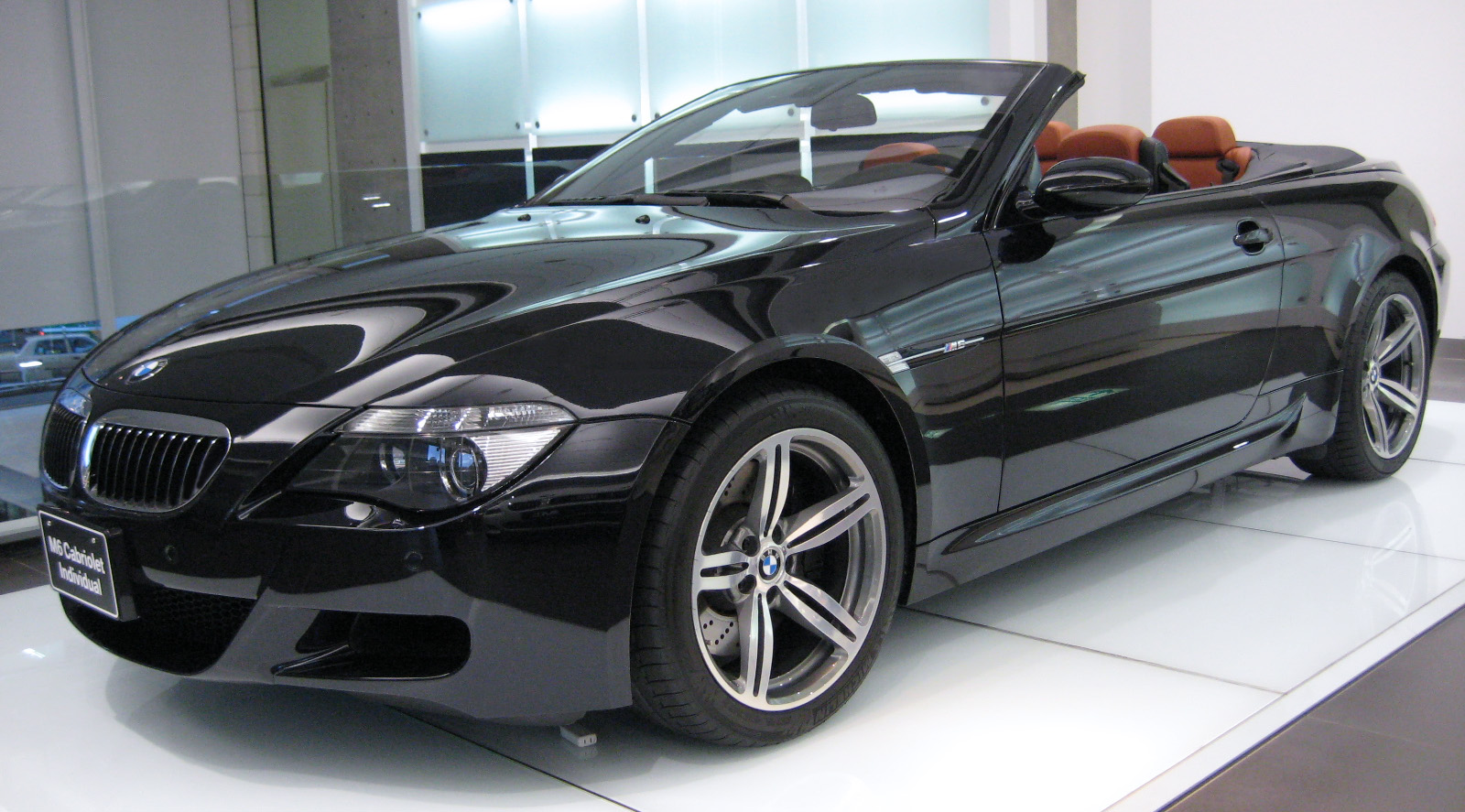
E64 descapotable.

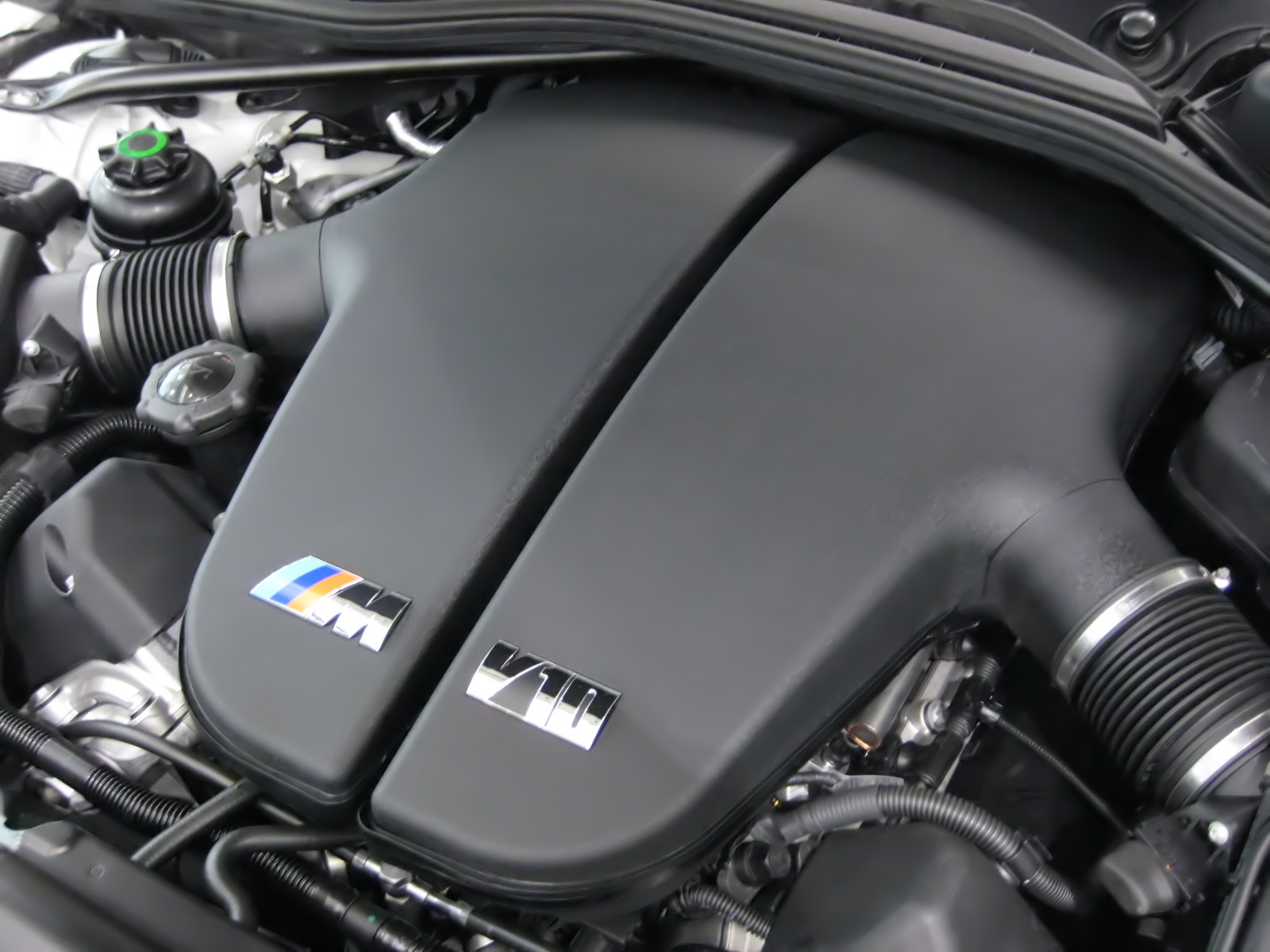
Motor V10 S85B50.

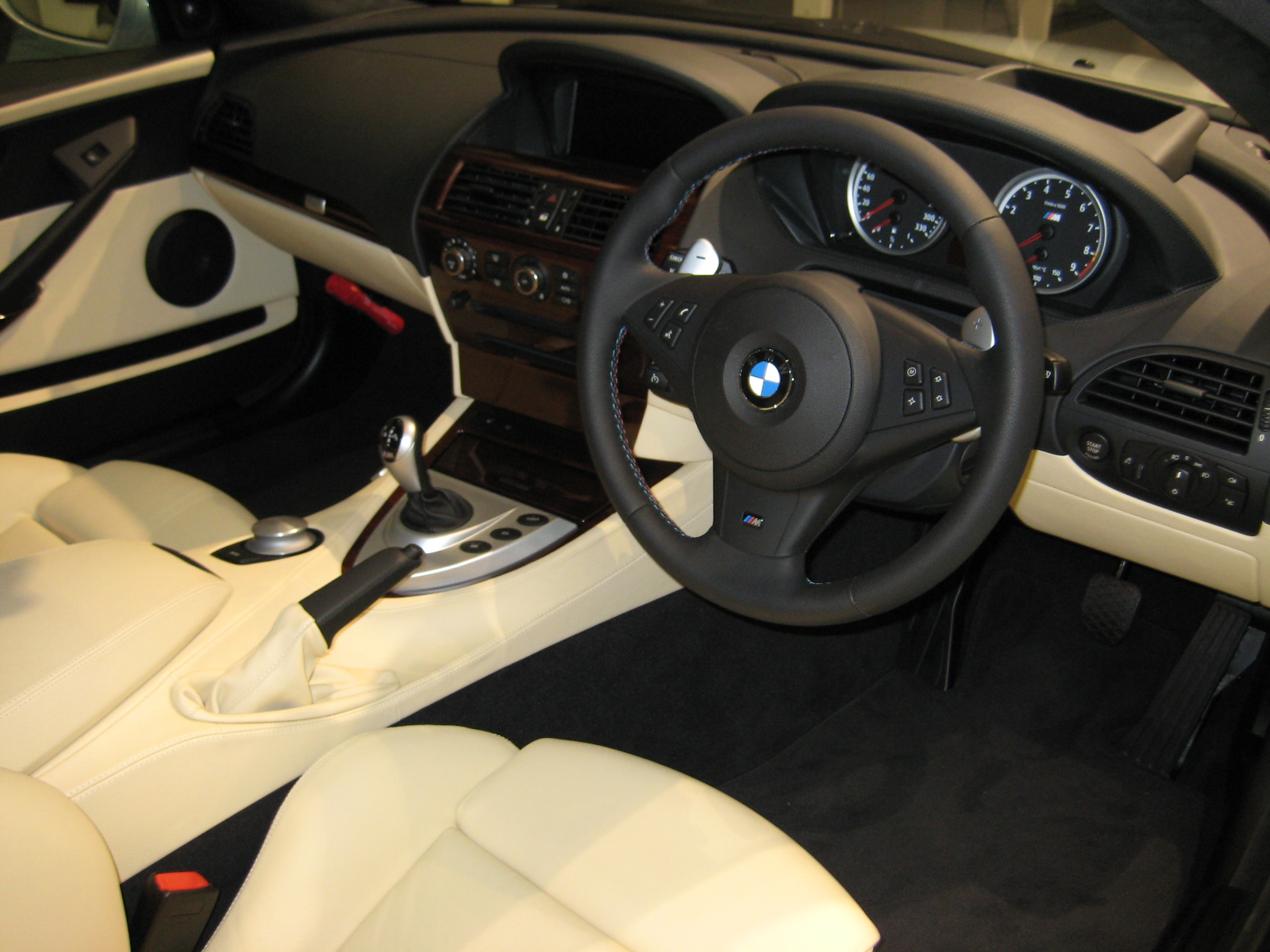
Interior de un E63 Coupé.

El BMW M6 E63 / E64 fue anunciado en diciembre de 2004 y presentado oficialmente en el Salón del Automóvil de Ginebra de marzo de 2005. Los objetivos primarios incluían el Maserati Coupé/Spyder y el Mercedes-Benz CLS55 AMG.
Es estructuralmente similar al sedán M5, pero no del todo idéntico. Con 2781 mm (109,5 pulgadas), la distancia entre ejes es 4,2 pulgadas (10,7 cm) más corta que la M5 y también hay pequeñas diferencias en las dimensiones de la pista, aunque la longitud total es casi idéntica. Las distinciones de chapa son obviamente más profundas. Hay menos puertas y la línea del techo de 54 pulgadas (137,2 cm), es 3,8 pulgadas (9,7 cm) más baja que la del M5.
Igual que en el M5, la suspensión del cupé involucra McPherson struts al frente, un multienlace atrás con barra estabilizadora y amortiguadores ajustables. Tiene los mismos inmensos frenos ventilados y rotores perforados en cruz y las mismas especificaciones de neumáticos.
Con 3908 lb (1773 kilogramos), el M6 es 202 lb (92 kilogramos) más ligero que el M5. Un panel de fibra de carbono del techo, contribuye a esta ventaja y también a mantener un ligeramente más bajo centro de gravedad, pero es interesante notar que el M6 es 48 libras (22 kg) más pesado que el 645Ci.
Incorpora el motor V10 naturalmente aspirato de 4999 cm³ (5 L; 305,1 plg³) del M5, que es 58 cm³ más grande que el anterior V8 de la Serie M y el ángulo de los bancos de cilindros es idéntico a 90°, una similitud entre el viejo V8 y el nuevo V10. Con su diseño más corto del diámetro x carrera de 92 x 75,2 mm (3,62 x 2,96 pulgadas) y varias mejoras destiladas de la Fórmula 1 y otros programas de carreras, desarrolla una potencia máxima de 507 CV (500 HP; 373 kW) a las 7750 rpm y un par máximo de 520 N·m (384 lb·pie) a las 6100 rpm con una línea roja de 8250 rpm, que son canalizados a través de una transmisión SMG III de siete velocidades a las ruedas traseras.
Tenía una serie de técnicas de construcción innovadoras y de vanguardia para mantener el peso bajo, por lo que el BMW podría apuntar a niveles todavía más altos. Se ofrece en versiones cupé y descapotable, denominadas internamente E63 y E64, respectivamente.
Una nota al pie de la heroica producción del V10, es que en parte es una especie de reserva lista, como una botella nitrosa que espera agregar la magia de más oxígeno a los eventos de combustión. Para perfilar la ciudad o el crucero de rutina por la autopista, el V10 alcanza un máximo de 400 CV (395 HP; 294 kW). Cuando el piloto quiere más, aprovecha una reserva estratégica de 100 CV (99 HP; 74 kW) presionando un botón de la consola que le dice a la ECU que abra el acelerador por completo. El botón dice "Power" y no es broma. Todos los autos deberían tener uno.
La planta motriz tiene cuatro válvulas por cilindro (40 en total), con doble VANOS y las válvulas de mariposa individuales del acelerador para cada cilindro, retiene los 101,4 CV/litro del M5. A manera de comparación, el Porsche 911 Carrera S desarrolla 350 CV (345 HP; 257 kW) y 295 lb·pie (400 N·m) de par máximo.
El M6 E63/E64 acelera de 0 a 100 km/h (0 a 62 mph) en 4.6 segundos y tiene una velocidad máxima electrónicamente limitada de 250 km/h (155 mph). Sin limitador el M6 puede superar los 300 km/h (186 mph), con la ayuda de la transmisión de siete velocidades SMG Drivelogic y la función Launch Control. El techo realizado en plásticos reforzados con fibras de carbono y el bastidor de aluminio, reducen el peso y rebajan considerablemente el centro de gravedad a semejanza de un deportivo. Algunas pruebas de revistas especializadas, han demostrado que con el botón de encendido apretado y la transmisión secuencial SMG de siete velocidades operando en su configuración más agresiva, el M6 puede acelerar de 0 a 60 mph (0 a 97 km/h) en 4.1 segundos, es decir, 0.1 segundos más rápido que el más pesado M5.
Además de su rendimiento, el diseño del BMW M6 juega un papel indispensable en esta fama y reconocimiento a nivel mundial. BMW apostó por una línea de diseño exterior que guardara algunas semejanzas con su hermano pequeño: el M5 E60, pero que, al mismo tiempo, fuera fácilmente reconocible como un modelo independiente. Para ello, los diseñadores trabajaron en un frontal con un grupo óptico más pequeño en general que el del M5. Los intermitentes se ubicaron en la parte superior del faro, con los característicos angel eyes (ojos de ángel) como signo distintivo en la firma lumínica.
La parrilla de doble riñón sigue siendo un elemento característico y fundamental en el diseño de cualquier BMW. En el M6, esta parrilla ganó un borde superior cromado mucho más ancho que emulaba la forma de los intermitentes delanteros, otorgándole continuidad al frontal y creando una línea invisible que recorre todo el ancho del vehículo. En la parte inferior, la defensa fue rediseñada tomando como base el del Serie 6, aunque con entradas de aire más grandes para ayudar a refrigerar la mecánica V10 y un estilo más deportivo.
Desde el lateral, el diseño del BMW M6 nos brinda una carrocería alargada clásica en un gran turismo de sus características. Unos pasos de rueda anchos y pronunciados, dos líneas horizontales de carácter que recorren el largo entre ejes, la sutil caída del techo al estilo de un cupé y un portón trasero que termina en un pequeño spoiler integrado. Las llantas M en diseño de cinco radios y la insignia M6 en la aleta delantera son detalles de estilo diferenciador.
En el interior, el diseño del BMW M6 seguía el mismo patrón y guardaba estrechas similitudes con el M5, aunque sin olvidar el carácter premium y lujoso de un deportivo de su talla. Por ejemplo, BMW ofrecía diferentes molduras en madera o fibra de carbono para la consola central y el salpicadero. El cliente podía elegir entre diferentes tipos de cueros disponibles en varios colores para personalizar el habitáculo dentro de sus preferencias.
En común, todos los M6 E63/E64 conservaban el volante de tres radios con levas y con el botón M ubicado en la derecha que desataba la furia en sus más de 500 CV (493 HP; 368 kW). Una pantalla ubicada en la parte superior de la consola central permite al conductor acceder a variada información sobre el vehículo, la navegación o el sistema de sonido. Los logotipos ‘M’ vestían diferentes partes del interior, como en el volante, el cuadro de instrumentos y el pomo de la caja de cambios SMG de siete velocidades.
En lugar de incómodos asientos tipo baquet deportivos, BMW apostó por un diseño de asientos mucho más confortables y de estilo premium. También se integraron algunas innovaciones técnicas, como el Head-Up Display que proyecta información de vital importancia, como: velocidad, revoluciones y marcha engranda, directamente sobre la superficie del parabrisas delantero, a la vista del conductor.
La producción del M6 terminó a mediados de 2010, con ventas de más de cinco años con un total de 9,087 para el cupé y 5,065 para el descapotable.

## Tercera generación (2012-2018)

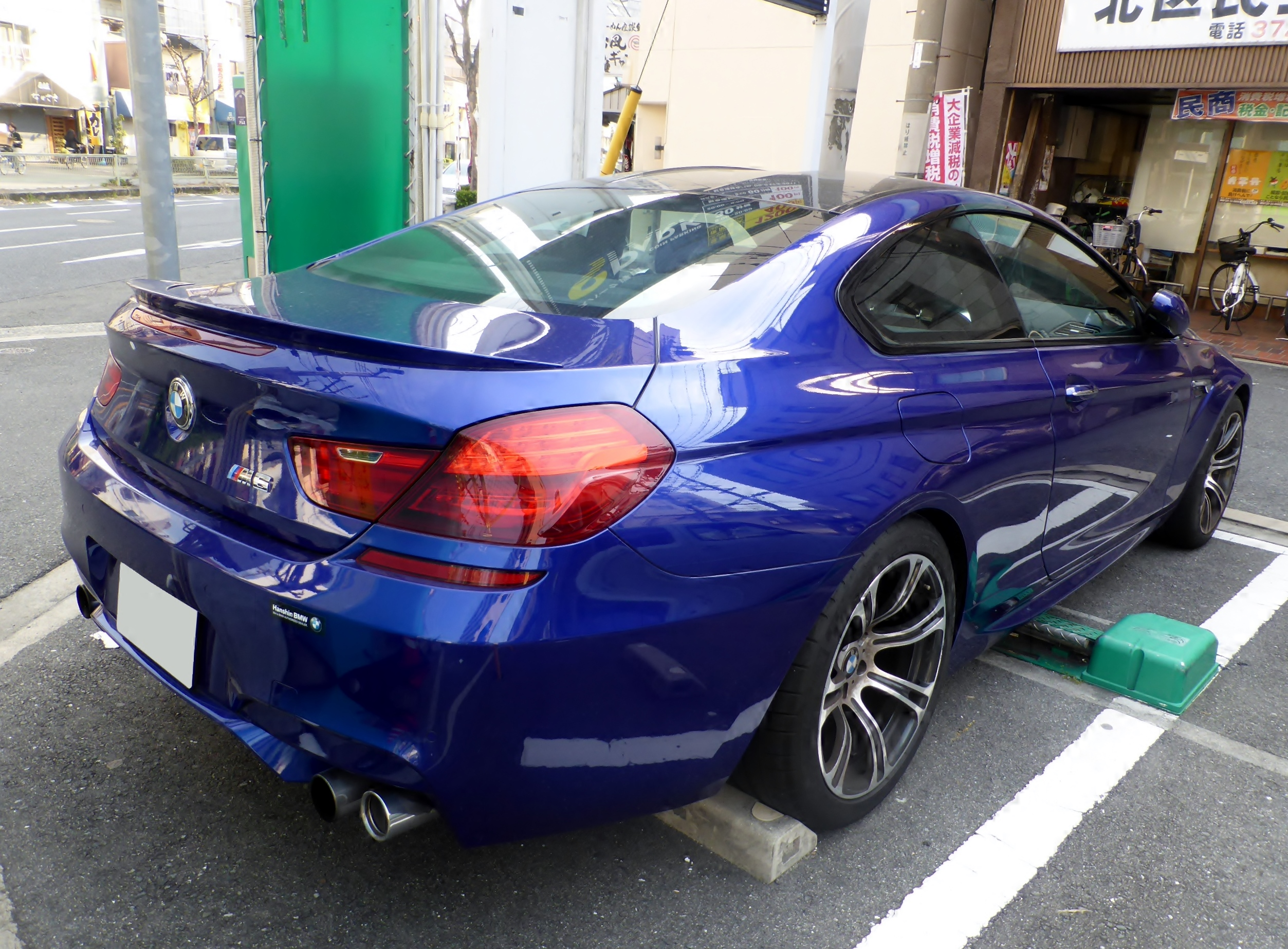
Vista trasera.

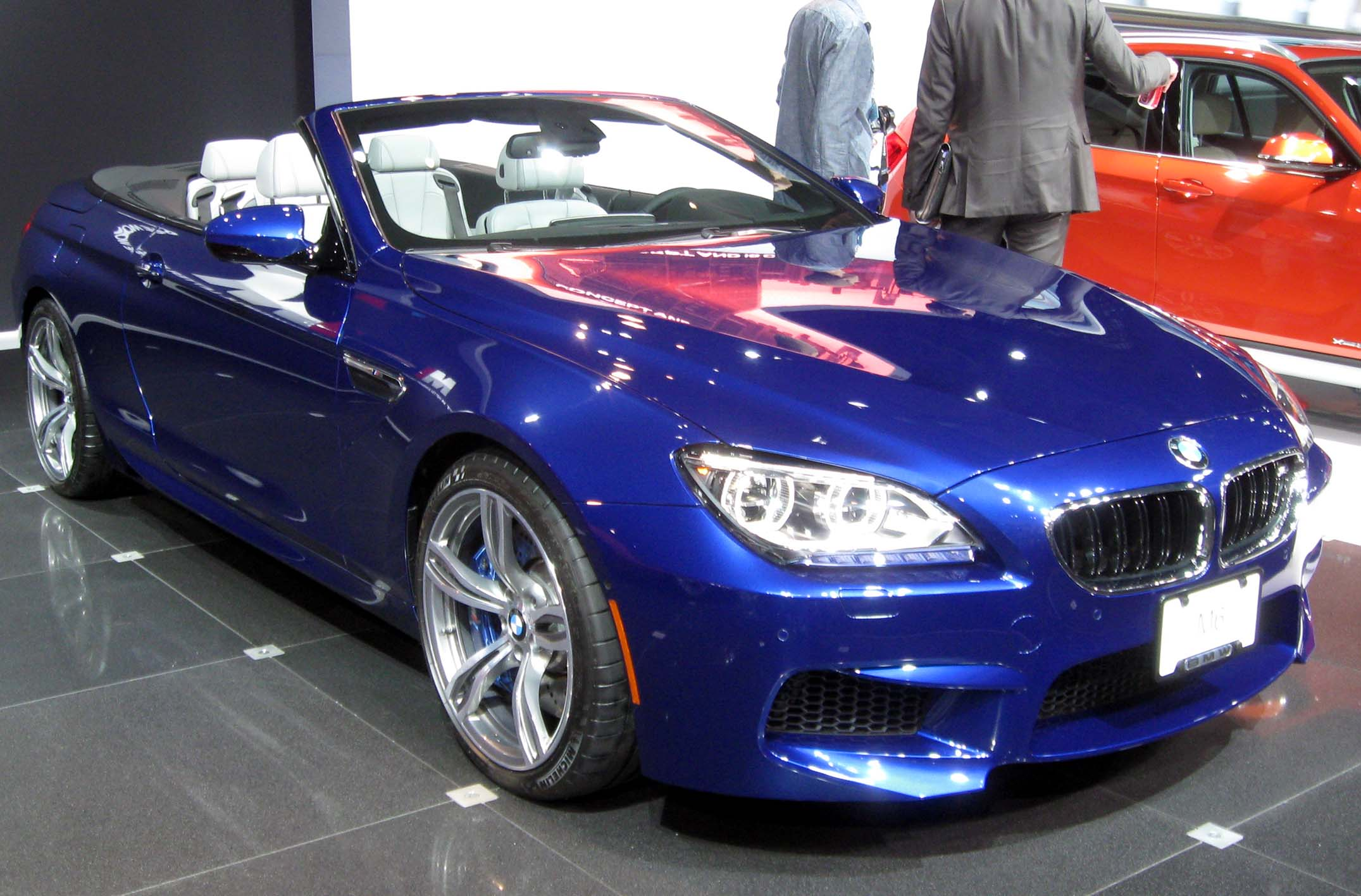
Cabriolet de 2012.

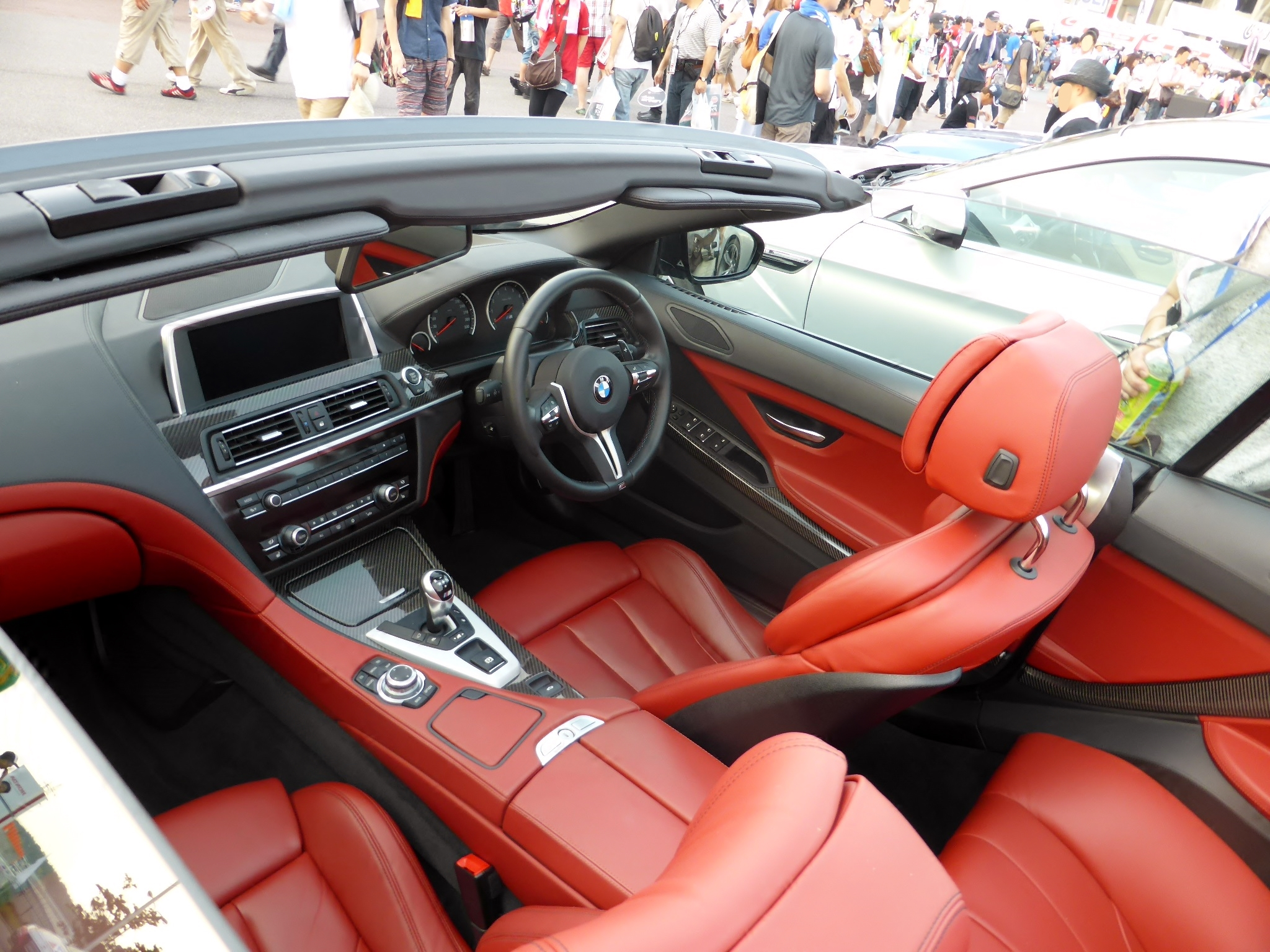
Interior de un Cabriolet (F12).

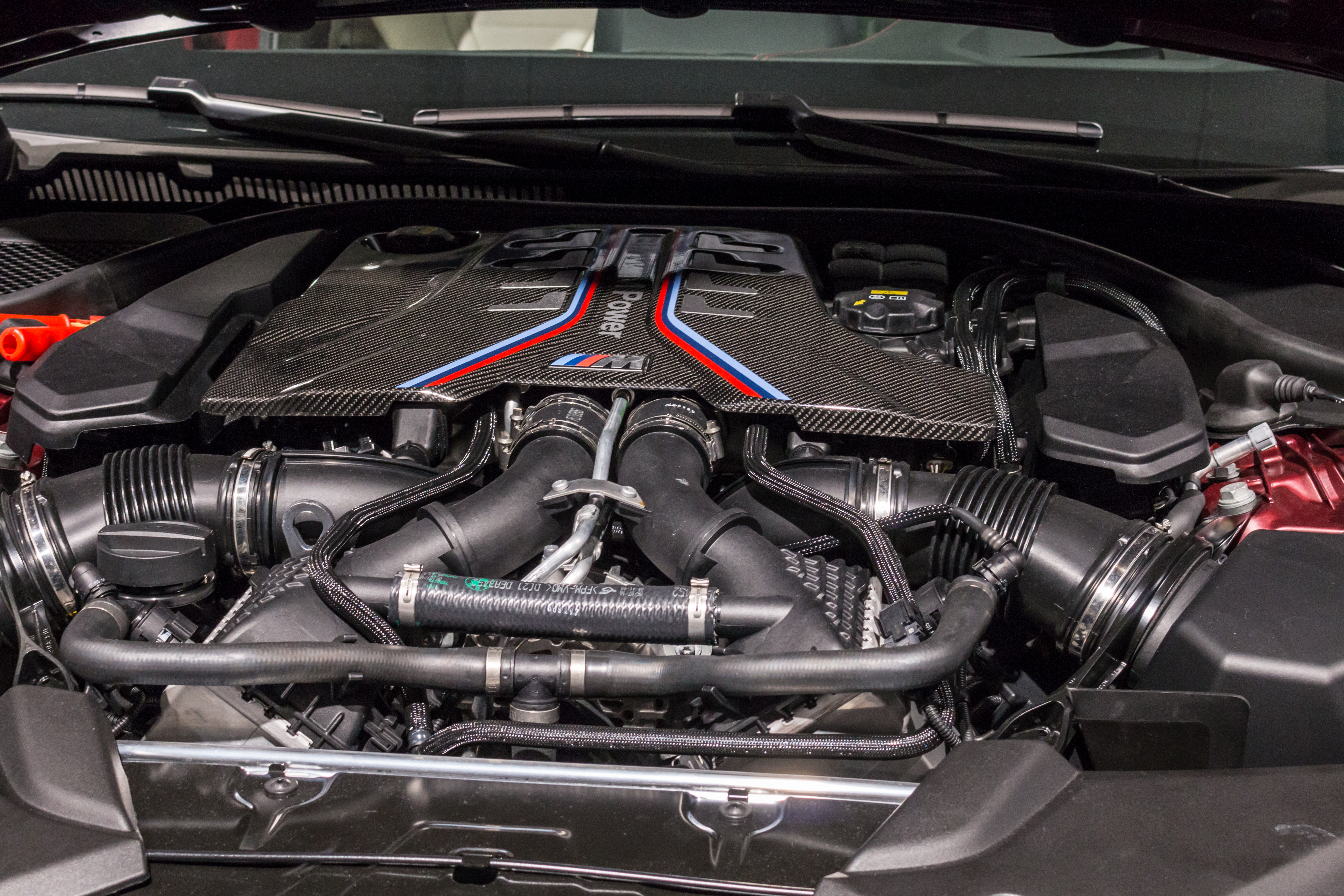
Motor S63.

Más grande, más pesado y, sin embargo, más eficiente y rápido que su predecesor, el BMW M6 2013 es el bully de la secundaria de automóviles. Con su pintura color naranja metálica y un techo de fibra de carbono, también llega a atraer mucha atención. Si disfrutamos las miradas de todos los peatones en la calle y las fotos tomadas con el celular por todos los adolescentes que pasemos en el camino, encontramos el color correcto para el nuevo M6.
Dejando de lado el color, el M6 es un modelo de imagen bastante limpia, largo y bajo, montado en sus rines opcionales de 20 pulgadas (50,8 cm) con cinco puntas.
Aunque el nuevo M6 de BMW redujo dos cilindros en comparación con el modelo anterior, aquellos fanes de la velocidad no quedarán decepcionados. En lugar de los dos cilindros extra, ahora tenemos dos turbocompresores que empujan 560 CV (552 HP; 412 kW) entre las 6000 y 7000 rpm; y un par máximo de 680 N·m (502 lb·pie) entre las 1500 y 5750 rpm, desde el V8 de 4395 cm³ (4,4 L; 268,2 plg³) montado al frente, suficiente potencia para este modelo de dos toneladas y media alcanzara los 100 km/h (62 mph) en 4.0 segundos. El par máximo es casi instantáneo y el sonido, aunque es un poco apagado, es feroz; acorde con su límite de 7200 rpm. La transmisión de doble embrague de siete velocidades trabaja bien, con cambios manuales buenos en su configuración más rápida, ya que los cambios pueden ajustarse más o menos fuertes con una pérdida o ganancia proporcional de suavidad.
Sin embargo, la potencia no lo es todo. Aunque el M6 se siente muy firme al acelerar en la autopista o en un arrancón después de luz roja, se siente menos en casa cuando lo llevamos a nuestra carretera curveada favorita. No es que no sea capaz –sí lo es. Registramos 0.99 g de aceleración lateral en nuestra prueba de skidpad y aceleramos por la pista de ocho en un tiempo muy competitivo para su clase, pero a pesar de todo, ese agarre y toda esa potencia, el M6 no se mueve o comunica tan bien como modelos más ligeros y deportivos dentro de su rango de precio. El subviraje inicial puede convertirse en sobreviraje si pisamos el acelerador muy fuerte en curvas cerradas, aunque la sensación del camino parece filtrarse muy bien por miles de kg de metal, piel y hule. Para cuando llega al piloto, ha sido censurada lo suficiente que la sensación de estar metidos en el camino es mínima. Al igual que con otros modelos M de BMW, la dirección del M6, así como su respuesta a los cambios, acelerador y suspensión pueden ajustarse a modalidades variantes desde Confort hasta Sport+, la cual siempre será una terrible elección para cualquier terreno que no sea una pista de carreras. Es mejor dejar todo en modo Sport a mitad de la autopista.
Aunque, hay que admitirlo: cualquiera que vaya a comprar un M6 con la impresión de que es un deportivo ligero y maniobrable, ha sido estafado y debió comprar un Porsche 911. Los compradores de un M6 buscan un automóvil que se vea atractivo camino a la oficina en horas de tráfico y verse más que atractivos estacionados frente al bar más exclusivo de la zona. El M6 hará todo eso muy bien, e incluso lo hará con relativa comodidad, si ajustamos la suspensión en la modalidad más suave.
Aunque el tamaño del auto es un pequeño inconveniente en el pesado tráfico de la ciudad, es fácil acostumbrarse a él después de un par de días de manejarlo. Hay uno solo, pero el M6 transmite demasiado ruido del camino para considerarse un buen transporte en viajes largos. Los neumáticos Michelin nos obligan a subir el volumen del estéreo a un nivel para opacar el rechinido incesante de los neumáticos golpeando contra el camino. Honestamente, es una experiencia bastante frustrante para cualquiera que tenga que viajar cientos de kilómetros lo más silencioso posible. Es una pena, ya que el motor se apaga muy efectivamente en velocidad crucero, solamente haciendo unos pocos ruidos a 2000 rpm en séptima velocidad.
Desde su diseño inicial en 1986, el M6 de BMW siempre ha representado un sacrificio: demasiado grande para correr como un deportivo en caminos despejados; y demasiado potente para correr cómodamente en la autopista silenciosa. El M6 cae en algún punto intermedio entre esas dos opciones.

### Gran Coupé Competition Package

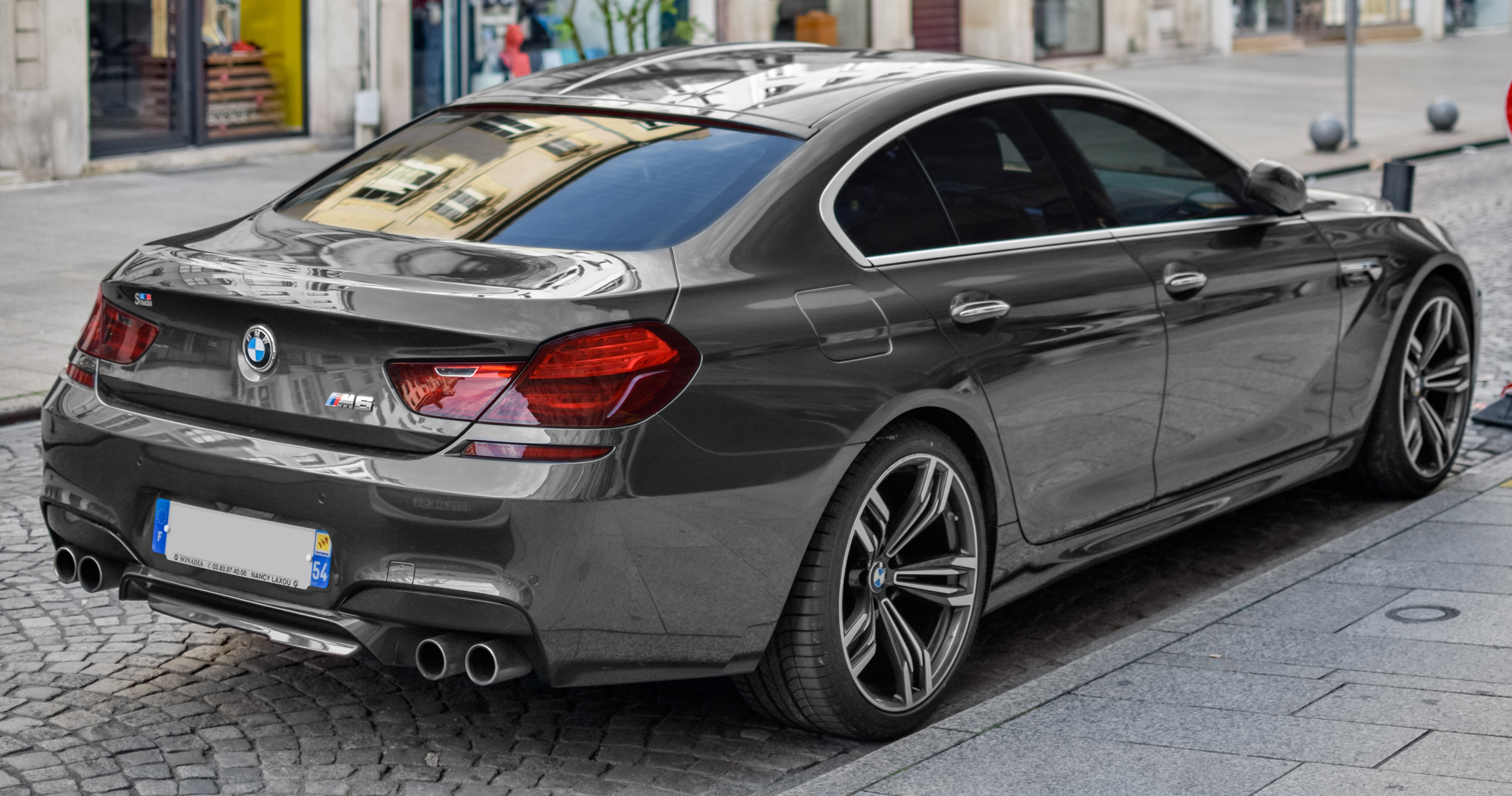
BMW M6 Gran Coupé en Francia.

El M6 Competition Package monta un V8 de 4395 cm³ (4,4 L; 268,2 plg³) biturbo que declara 600 CV (592 HP; 441 kW), dato que lo convierte en el BMW más potente de toda la historia.
Está a la altura del Aston Martin DB11 y Bentley Continental GT, tanto en lo que a estilo y presencia exterior como en lo que a calidad de acabados interiores. Es mucho más que un BMW, ya que la carrocería Gran Coupé aporta un plus de exquisitez, siendo incluso más atractiva que el cupé de dos puertas.
Los rines de 20 pulgadas (50,8 cm) M LAL 433M, tienen un estilo quizás no apto para todos los gustos. De serie cuenta también con rines del mismo diámetro y es todo un detalle que este cambio de diseño no suponga un sobre coste.
Frente a un Serie 6 Gran Coupé estándar, el M6 se distingue por unos parachoques específicos con un corte algo más deportivo. El techo en fibra de carbono a la vista, es un detalle más propio de la estética que de la funcionalidad. Cuando estamos hablando de un sedán de 2 toneladas, no vendrá de lo que pueda rebajar este techo en composite. Desde la trasera, además del logotipo “M6”, se ven las cuatro salidas de escape redondas en acero inoxidable.
Las plazas traseras son sensacionales para un deportivo de este calibre, con mucho espacio para las piernas, con un respaldo que recoge y que aporta gran confort. La plaza central es preferible destinarla únicamente a niños que no requieran de elevador. Si bien la boca de acceso al maletero es un tanto justa, ofrece una buena anchura y una cota de longitud destacable. Los 460 L (16,2 pies cúbicos) que brinda, son más que suficientes para viajar con la familia.
Tiene neumáticos Pilot Supersport, con medidas considerables detrás de 295/30 R20, que hacen todo lo posible para transmitir la fuerza del V8 al asfalto. Desde las 1500 rpm, su V8 biturbo entrega 700 N·m (516 lb·pie) de par máximo de forma continua hasta las 6000 rpm. En lo más alto del tacómetro de 6000 a 7000 rpm es cuando llegan los 600 CV (592 HP; 441 kW) de potencia máxima, por lo tanto, desde las 1500 rpm hasta las 7000 rpm.
La transmisión M-DCT de siete velocidades es bastante rápida en modo manual. En esta función al no ir a un ritmo alegre, los cambios de velocidad pueden parecer bruscos. En modo automático “D” es más suave y dócil. 
Los frenos de carburo de silicio reforzados con carbono, son una opción que merece la pena escoger para el M6. El equipo de suspensión pilotada permite ajustar el chasis a nuestras necesidades puntuales con solo apretar un botón. El modo confort es cómodo y permite viajar con la familia como si de un sedán de lujo se tratara. El modo confort da la sensación que flota un poco, casi como en una suspensión neumática, pero bueno todo es acostumbrarse. Con el Sport y el Sport Plus se endurece de forma notable, pero sin perder mucho el confort. El primero es ideal para una secundaria, mientras que el segundo casi mejor dejarlo solamente para cuando el asfalto está en perfecto estado y para autopista.
El consumo en un coche de este tipo es pura y simplemente secundario. Tras 700 km (435 millas), el indicador medio quedó en 9,9 L/100 km (10,1 km/L; 23,8 mpgAm).

## En la cultura popular
Un modelo 1987 de la primera generación color rojo, aparece en una escena de persecución en la película Lethal Weapon 2, protagonizada por los actores Mel Gibson y Danny Glover.